# Lægemiddel
Et lægemiddel (græsk: phármakon) er en naturlig eller syntetisk kemisk forbindelse, som bruges til diagnosticering, forebyggelse, behandling eller lindring af sygdom eller symptomer, herunder smerter, fra sygdomme hos mennesker eller dyr (jævnfør lægeloven). De fleste lægemidler ordineres af en læge, tandlæge eller dyrlæge på en recept.

## Klassifikation
Det mest anvendte klassifikationssystem til lægemidler er det såkaldte ATC-system udviklet af WHO i 1976. Systemet klassificerer lægemidler først i 14 hovedgrupper efter anatomi (hvilken del af kroppen de virker på). Hovedgrupperne er endvidere delt op i terapeutiske grupper, som igen er delt op i kemiske grupper.

## Eksempler
Mange farmaka retter sig mod receptorer på grund af deres mange vigtige funktioner.
- Semaglutid (Ozempic, Wegovy) er en agonist til GLP-1-receptoren
- Antihistamin-allergimedicin virker ved at blokkere histaminreceptoren
- Antidepresiv medicin virker ved at reagere med serotoninreceptoren
- Betablokkere virker ved at reagere med adrenoreceptoren
- Mange antipsykotiske farmaka hæmmer dopaminreceptorerne
- Mange psykostimulerende farmaka aktiverer dopaminreceptorerne

## Navngivning af lægemidler
Verdenssundhedsorganisationen (WHO) fastsætter et navn for alle lægemiddelstoffer. Dette navn kaldes International Nonproprietary Name (forkortet INN) og er som navnet antyder offentlig ejendom, som ingen lægemiddelvirksomhed har ophavsret til og som er internationalt anerkendt. Dette navn kaldes også det generiske navn. Visse nationer har deres eget system til generisk navngivning af lægemidler. Det vigtigste i denne sammenhæng er USA's system der kaldes United States Adopted Name (USAN). Navnene i USAN er som oftest identiske med navnene i INN, men i få tilfælde, ofte for gamle lægemidler med en langvarig historisk brug af et andet navn, kan de være forskellige. Vigtige eksempler er:
- Paracetamol (INN), der hedder acetaminophen i USAN.
- Pethidin (INN), der hedder meperidine i USAN.

Når en lægemiddelvirksomhed producerer et præparat med et givent lægemiddelstof kan de navngive præparatet med deres eget navn, et såkaldt handelsnavn. Dette handelsnavn kan de søge om ophavsret til, så andre virksomheder ikke kan sælge lægemidlet under samme navn. Eksempler på handelsnavne er:
- Paracetamol (INN): Sælges som Panodil® af GlaxoSmithKline, som Pinex® af Actavis og som Pamol® af Nycomed.
- Morfin: Sælges som Contalgin® af Pfizer og Doltard® af Nycomed.

Nogle virksomheder markedsfører simpelthen deres præparater med det generiske navn. Disse kaldes generiske lægemidler. Producentens navn sættes så efter det generiske navn i gåseøjne.
Udover generiske navne og handelsnavne, har lægemiddelstoffer kemiske navne, såkaldte IUPAC-navne. Disse er ofte lange og ikke særligt mundrette, og egner sig derfor ikke til daglig brug. Ud fra IUPAC-navnet kan man udlede den kemiske struktur af stoffet.

## Administrationsveje
Leveringen eller indgiften af et lægemiddel til patienten kaldes lægemiddeladministration. Lægemidler kan administreres ad flere veje alt efter om der ønskes en lokal eller systemisk virkning.
Nedenfor er en oversigt over administrationsveje:
- Peroralt (p.o.) – igennem munden (fx tabletter og kapsler der synkes)
- Parenteralt – udenom tarmen:
  - Intravenøst (i.v.) – injektion eller infusion i en vene
  - Intramuskulært (i.m.) – injektion i en muskel
  - Subkutant (s.c.) – injektion under huden
- Topikalt – på kropsoverfladen:
  - Kutan – på huden
  - Rektal – i endetarmen
  - Vaginal – i vagina
  - Oral – i mundhulen
  - I øjne
  - I ører
- Nasal – i næsen
- Inhalation – ned i lungerne

## Lægemiddelformer
Lægemidler findes i adskillige former, også kaldt dispenseringsformer. Nedenfor er en oversigt over de mest almindelige lægemiddelformer, sorteret efter administrationsvej.
Lægemidler til peroral administration:
- Brusetablet
- Opløselig tablet
- Dispergibel tablet
- Tablet
- Tyggetablet
- Enterotablet
- Depottablet
- Kapsel
- Oral opløsning
- Oral suspension
- Oral gel

Parenterale lægemidler:
- Injektionsvæske
- Infusionsvæske

Lægemidler til applikation på hud:
- Creme
- Gel
- Kutanopløsning
- Kutanspray
- Pudder
- Salve

Lægemidler til applikation i øjnene:
- Øjendråber
- Ørenbadevand
- Øjengel
- Øjensalve

Lægemidler til applikation i øret:
- Øredråber
- Øresalve
- Ørepudder

Lægemidler til administration i mundhulen:
- Mundhulegel
- Resoriblet
- Sugetablet
- Bukkaltablet
- Medicinsk tyggegummi

Rektale lægemidler:
- Suppositorie
- Klysma
- Rektalsalve
- Rektalvæske

Vaginale lægemidler:
- Vagitorie
- Vaginalkapsel
- Vaginalcreme
- Vaginalgel
- Vaginalskyllevæske

Lægemidler til administration via respirationsvejene:
- Inhalationspulver
- Inhalationsvæske
- Næsespray
- Næsedråber

## Aktive farmaceutiske ingredienser
Aktive farmaceutiske ingredienser (API), også kaldet Active Substance Starting Material (ASSM), er en råvare eller et mellemprodukt der anvendes til fremstilling af et lægemiddel, der indgår som en væsentlig del af strukturen af det biologisk aktive stof i lægemidlet.
Virksomheder der fremstiller API'er i Danmark skal godkendes af Lægemiddelstyrelsen. Der er i november 2017 registreret 22 virksomheder, der har denne tilladelse:
- AJ Vaccines A/S
- Akzo Nobel Salt A/S
- ALK-Abelló A/S
- BASF A/S
- Biofac A/S
- Biogen (Denmark) Manufact. ApS
- Chr. Olesen Synthesis A/S
- AGC Biologics A/S
- Danipharm A/S (en del af Biofac Group)
- Fertin Pharma A/S
- H. Lundbeck A/S
- LEO Pharma A/S
- Novo Nordisk A/S
- Orthana Kemisk Fabrik A/S (en del af Biofac Group)
- Pharmacosmos A/S
- Pharmadan A/S (en del af Biofac Group)
- pK Chemicals A/S
- Precise Ingredients ApS
- Syntese A/S
- Tracer Pharma ApS
- Xellia Pharmaceuticals ApS
- ZPD A/S